# Motorkerékpár
A motorkerékpár (hagyományos becenevén motorbicikli vagy egyszerűen motor) egynyomtávú, kétkerekű motoros közlekedési eszköz. Különböző célokra – így pl. hosszútávú utazásra, sűrű városi forgalomra, cirkálásra, versenyzésre és terepre – eltérő modellek alkalmasak. A világ számos pontján a motorozás a közlekedés legmegfizethetőbb formája, a motor a leghétköznapibb motorizált közlekedési eszköz. Világszerte kb. 200 millió darab van használatban beleértve a mopedeket, a robogókat és más géperővel hajtott két- és háromkerekűeket. A motorkerékpárok a KRESZ értelmében két vagy három kerekű járművek, melyeknek tömege 400 kg alatti, motorjuk pedig 50 cm³ feletti, amivel 45 km/h-t meghaladó a tervezett sebességük. A 2000-es évekre azonban elterjedtek a négykerekű motorkerékpárok is, leginkább a quadok, amik főleg terepen való közlekedésre készült járművek.
A két kerék egy sorban van. A magasabb sebességeknél a motorkerékpár a giroszkóp effektus miatt nem dől el. 
A motorkerékpárnak oldalkocsija is lehet.

## Története

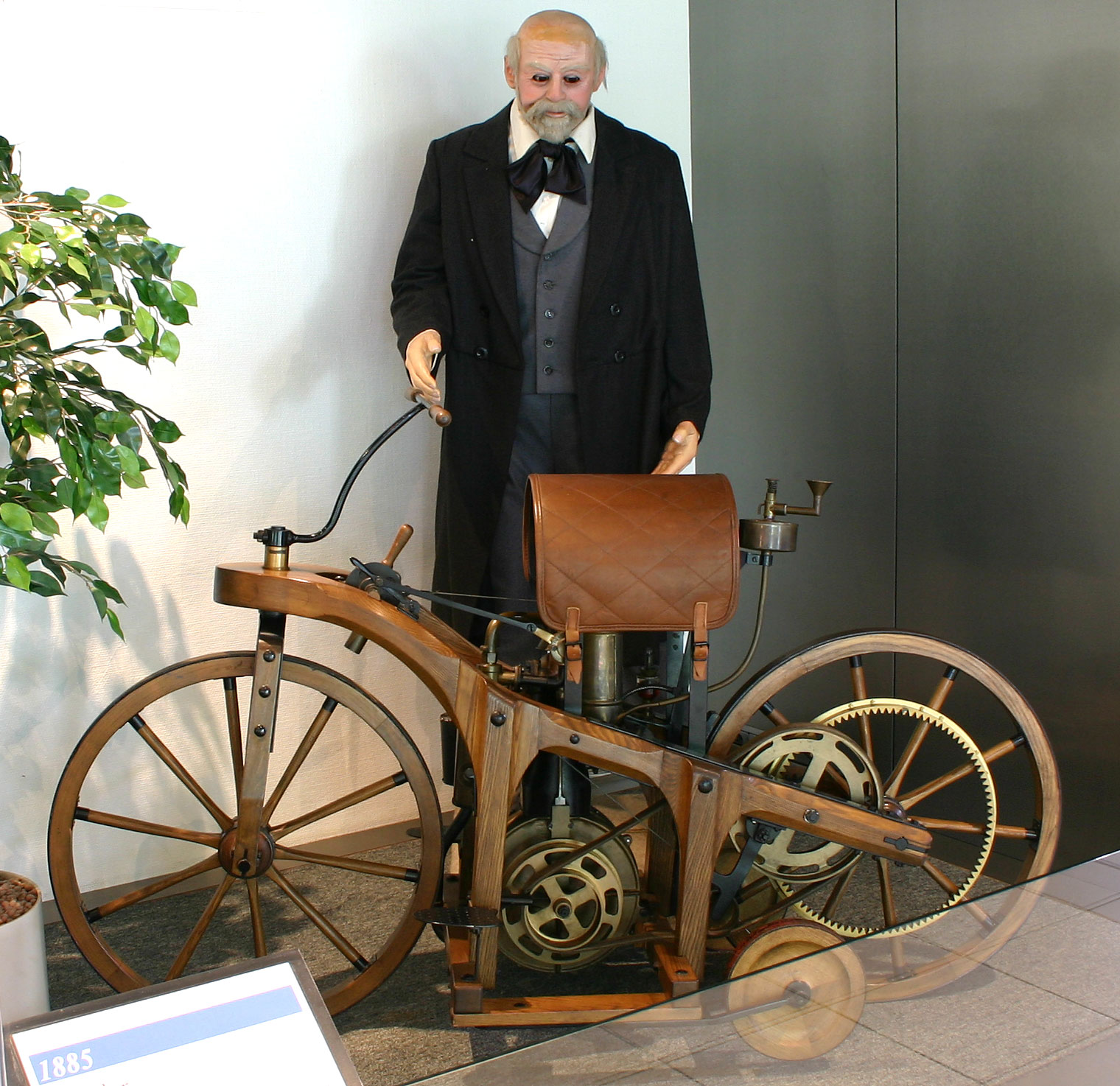
A Daimler-Maybach Reitwagen egy replikája

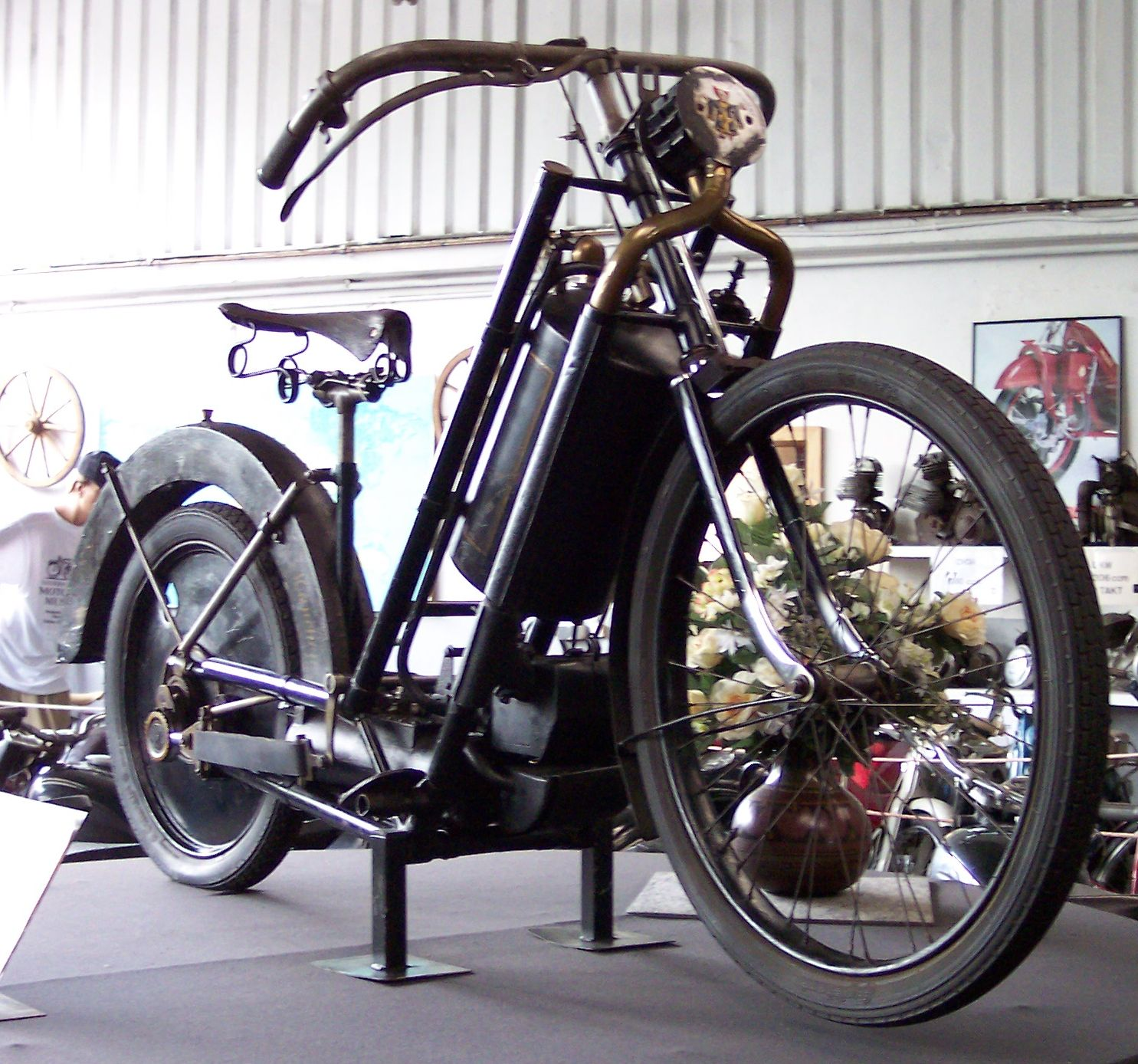
Hildebrand & Wolfmüller, 1894

Az első motorkerékpárt a német Gottlieb Daimler és Wilhelm Maybach tervezte és építette 1885-ben Bad Cannstattban (1905-től Stuttgart egyik kerülete). Egyúttal ez volt az első belső égésű motorral hajtott jármű a világon. Járművüket Reitwagennek nevezték ("reiten" jelentése németül "lovagolni").
A motorkerékpárok jellegzetes, biciklikhez hasonló szerkezete már itt megmutatkozott: váz, amihez egy forgatható, szarvkormányos első villa tartozik, mely az első kereket fogatja fel, míg a váz hátsó részén kap helyet a hátsó kerék, amit a váz közepén elhelyezett, alapvetően egy vagy kéthengeres motor hajt meg láncáttét segítségével. Efelett kap helyet az üzemanyagtank, majd a tetején a nyeregszerű ülés, ez típustól függően kétszemélyes is lehet. Ezt aztán hamar kiegészítették az első és hátsó lámpák, valamint a sárhányók. A kipufogórendszer rendszerint valamelyik oldalon helyezkedik el, de előfordul középen, a hátsó kerék felett is.
Az 1894-ben bemutatott Hildebrand & Wolfmüller volt az első megvásárolható motorkerékpár. Kezdetben a gyártók többnyire kerékpárokat próbáltak belső égésű motor fogadására alkalmassá tenni. Amikor az erőforrások teljesítménye megnőtt és a tervek túlnőttek a kerékpáros kereteken, többen szálltak be a gyártásba.
Az első világháborúig az amerikai Indian volt a legnagyobb motorkerékpárgyártó. Évente kb. 20000 motort állított elő. 1920-ra a dicsőség a Harley-Davidsoné lett, melynek termékeit 67 országban árusították. Az 1920-as évek végére, 1930-as évek elejére a DKW lett a legnagyobb gyártó.
Motorgyártásban aztán Japán lett a másik legmeghatározóbb ország, olyan gyártókkal, mint a Kawasaki, a Suzuki, a Honda és a Yamaha. Európai gyártók közül a Moto Guzzi, a Ducati, a KTM, az Aprilia és a BMW vált igazán jelentőssé, de ismert márka még a brit Triumph is. Indiában a Mahindra gyárt jelentős számban motorokat is.

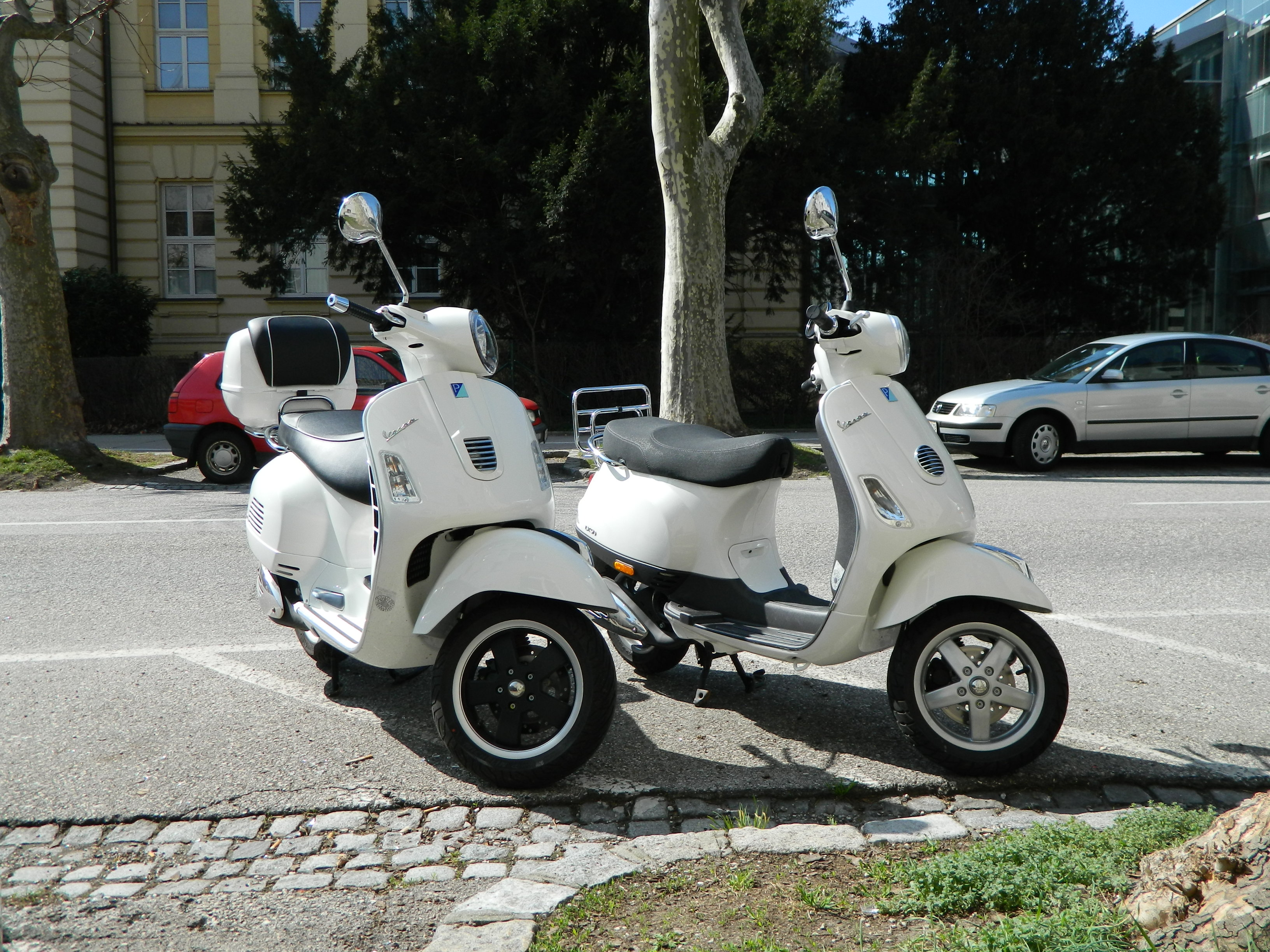
Robogók: Vespa GTS (50 cm³ felett) és Vespa LX50 (pont 50 cm³)

A robogó egy olyan motorkerékpártípus, mely kisebb, többségében ugyan segédmotoros kerékpár, de a sok országban műszaki határmezsgyének számító 50 cm³ felett is vannak típusai, így azokra már motorkerékpáros engedélyek vonatkoznak. Robogógyártásban az olasz Vespa, Piaggio és Lambretta a legismertebb európai gyártó, de az Aprilia, a Honda, a Yamaha és a Malaguti is gyárt ilyen motorokat.
A motorkerékpártípusok a robogón túl leginkább országúti, túra és cross kategóriában ismertek, illetve lehetnek verseny vagy gyorsasági változatúak is, amik motorsport kategóriákban használatosak. A terepre való cross-motoroknak szintén szoktak versenyt szervezni. 
Ritka, de létezik összkerékhajtású motorkerékpár is, ami a kormányszerkezeten keresztül átvezetve szintén lánchajtással forgatja az első kereket, erre példa az amerikai Rokon márkájú, kifejezetten terepre való motorkerékpár.

## Motorkerékpárok stabilitási problémái
A motorkerékpároknak három féle stabilitási problémájuk lehet:
- Az eldőlés jól ismert jelenség kis sebességnél, és könnyű elkerülni valamivel nagyobb sebességgel.
- A remegés (AVI file) az első kerék nagy frekvenciájú (7–9 Hz) oszcillációja. Gyakran viszonylag veszélytelen, de idegesítő. Ez mérsékelt sebességeknél jelenhet meg.
- A lengés (AVI file) a teljes jármű kis frekvenciájú (2–3 Hz) oszcillációja. Nagyobb sebességeknél instabillá válhat végzetes következményekkel.

A kutatások az alábbiakat tudták mondani a témáról eddig:
- A lengő oszcillációk tompulnak, ha a vezető csökkenti a gördülési szöget.
- A kerékkarakterisztika és a keréknyomás fontos változói a motor viselkedésének nagy sebességnél.
- A stabilitás nézőpontjából kívánatos az oldalirányú merevséget a lehetséges mértékben növelni, és lehetséges, hogy a hátsó keretnél létezik optimuma a torziós merevségnek.
- Az oldalirányú merevség szokásos szintjei a kerék orsónál jelentősen rontják a remegési módú csillapítást, a remegési frekvencia jelentős módosítása mellett, és enyhén csökkentik a lengési mód csillapítását is nagy sebességeknél.
- Az oldalirányú torzításnak a lehetséges mértékben ellen kell állni, az első villa torziós tengelyének a lehetőség szerint alacsonyra való állításával.
- A lengés csillapításában a legnagyobb szerepe a hátsó kerék kanyarodási és kerékdőlési merevségének, és relaxációs hosszának van, és az első kerék hasonló paramétereinek kevésbé.
- Többek között a merev vázak, a hosszú kerékalap, a hosszú nyom és a lapos kormányszög növeli az lengési módú csillapítást.
- A hátsó lengéscsillapító legyengült csillapítása, a hátsó terhelés és a megnövekvő sebesség erősíti kenyarodáskor az lengési tendenciákat.
- A hátsó terhelést viselő szerkezet megfelelő merevsége és csillapításai sikeresen csillapíthatják az lengési és remegési oszcillációkat.

## Biztonság
A motorkerékpárok jellegük miatt nem rendelkeznek olyan külső karosszériával, mint az autók, amelyek jelentősen megvédenék az utast, emiatt és a motorkerékpár két kerekéből adódó instabilitás miatt a motorkerékpár fokozottabban rejt magában balesetveszélyt: karosszéria híján a motorkerékpárt magát nemigazán lehet olyan autóknál jellemző biztonsági eszközökkel felszerelni, amelyek védelmet nyújtanának, emiatt a motorosnak megfelelő védőruházatot kell viselnie, ami megvédi a menetszéltől és az esetleges balesetekből származó sérülésektől.
A legjellemzőbb ilyen holmik:
- Bukósisak
- Motorosdzseki, lehetőleg protektoros védőelemekkel
- Motorosnadrág, szintén védőelemekkel
- Motoroskesztyű, kezet védő védőelemekkel
- Motoroscsizma, főleg acélbetétes kivitelben